# Людвіг Куліссіч
Людвіг Куліссіч (нім. Ludwig Culissich) (1820—1891) — австрійський дипломат. Австрійський консул в Миколаєві (1866—1891).

## Життєпис
З 1859 до 1866 року Людвіг Куліссіч був почесним консульським агентом у Феодосії, де досить добре зарекомендував себе, але за станом здоров'я склав свої повноваження.
21 березня (3 квітня) 1866 р. він був призначений на посаду австрійського консула в Миколаєві.
У зв'язку з похилим віком 71-річний австрійський консульський агент в Миколаєві, 26 березня (7 квітня) 1891 року передавав тимчасово свої службові обов'язки німецькому віцеконсулу в Миколаєві, пану Францу Фрішену, власнику місцевого комісійного та експедиторського підприємства.
27 квітня 1891 року син консульського агента Луїджі Куліссіч, який мешкав в Одесі, проінформував Генеральне консульство в Одесі про смерть свого батька, яка настала 17 (5) квітня 1891 року.